# Gabinete Freycinet IV
O Gabinete Freycinet IV foi o ministério formado por Charles de Freycinet em 18 de março de 1890 e dissolvido em 20 de fevereiro de 1892. Foi o 28º gabinete da Terceira República Francesa, sendo antecedido pelo Gabinete Tirard II e sucedido pelo Gabinete Loubet.

## Contexto
Charles de Freycinet formou um amplo governo de coalizão republicana. Durante este quarto mandato, ele pôs fim às consequências do boulangismo, que ele ajudou a desmantelar por meio de sua nomeação para o Ministério da Guerra em governos anteriores. Ele também teve que enfrentar uma nova onda de anticlericalismo em resposta à iniciativa do Papa Leão XIII, que propôs uma união dos católicos franceses à República. O governo também foi marcado pelas primeiras manifestações do Primeiro de Maio em 1891.
Em fevereiro de 1892, Freycinet apresentou a renúncia do governo ao Presidente da República, Sadi Carnot, após o início da "crise dos ralliés", quando os católicos se dividiram entre aqueles que seguiram o Papa e aderiram à República e aqueles que mantinham suas posições antirrepublicanas, o que só agravou as delicadas relações entre o Estado francês e a Igreja Católica. O governo, preso no fogo cruzado entre a direita e os radicais, retirou-se. No mesmo dia, o Presidente da República fez tentativas de formar um novo gabinete sob Ferdinand Sarrien, Maurice Rouvier e Léon Bourgeois, mas todos eles recusaram o cargo. No final daquele mês, Émile Loubet foi nomeado Presidente do Conselho de Ministros, aceitando o encargo e formando um novo governo.

## Composição

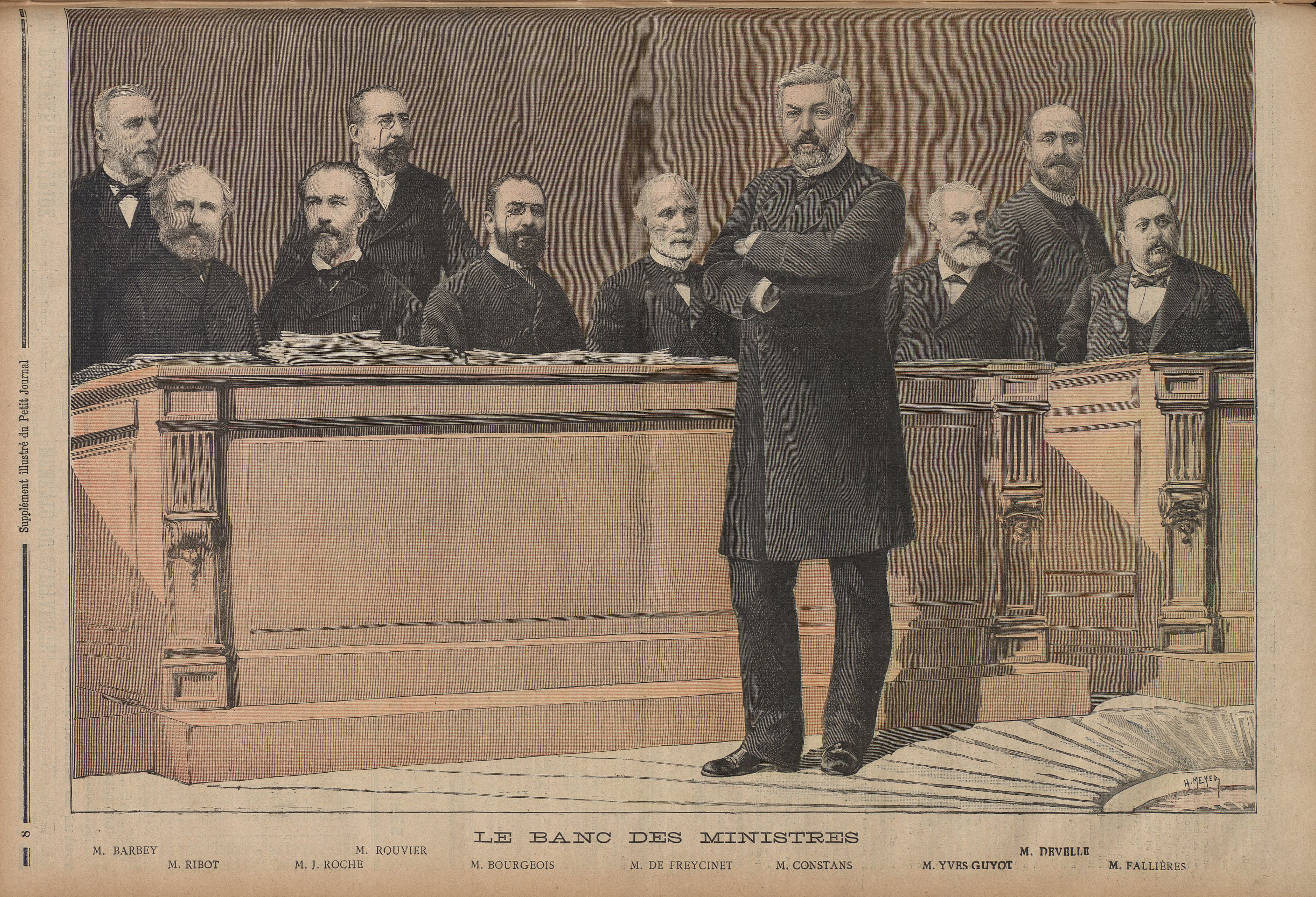
O 4º Gabinete Freycinet em ilustração de 1891.

- Presidente da República: Sadi Carnot
- Presidente do Conselho de Ministros: Charles de Freycinet
- Ministro dos Estrangeiros: Alexandre Ribot
- Ministro da Justiça e Cultos: Armand Fallières
- Ministro do Interior: Ernest Constans
- Ministro da Guerra: Charles de Freycinet
- Ministro das Finanças: Maurice Rouvier
- Ministro da Marinha: Édouard Barbey
- Ministro da Instrução Pública e Belas Artes: Léon Bourgeois
- Ministro das Obras Públicas: Yves Guyot
- Ministro da Agricultura: Jules Develle
- Ministro do Comércio, Indústria e Colônias: Jules Roche

## Realizações
- Aprovação de uma lei sobre a representação dos mineiros;[5]
- Abolição dos "livretos operários", forma de controle dos trabalhadores instituída por Napoleão Bonaparte;[6]
- Aprovação de uma lei sobre o trabalho infantil e feminino;
- Assinatura da Aliança Franco-Russa, colocando fim ao isolamento diplomático francês.